# Periploma planiusculum
Periploma planiusculum är en musselart som beskrevs av G. B. Sowerby I 1834. Periploma planiusculum ingår i släktet Periploma och familjen Periplomatidae. Inga underarter finns listade i Catalogue of Life.